# Esofagusvaricer

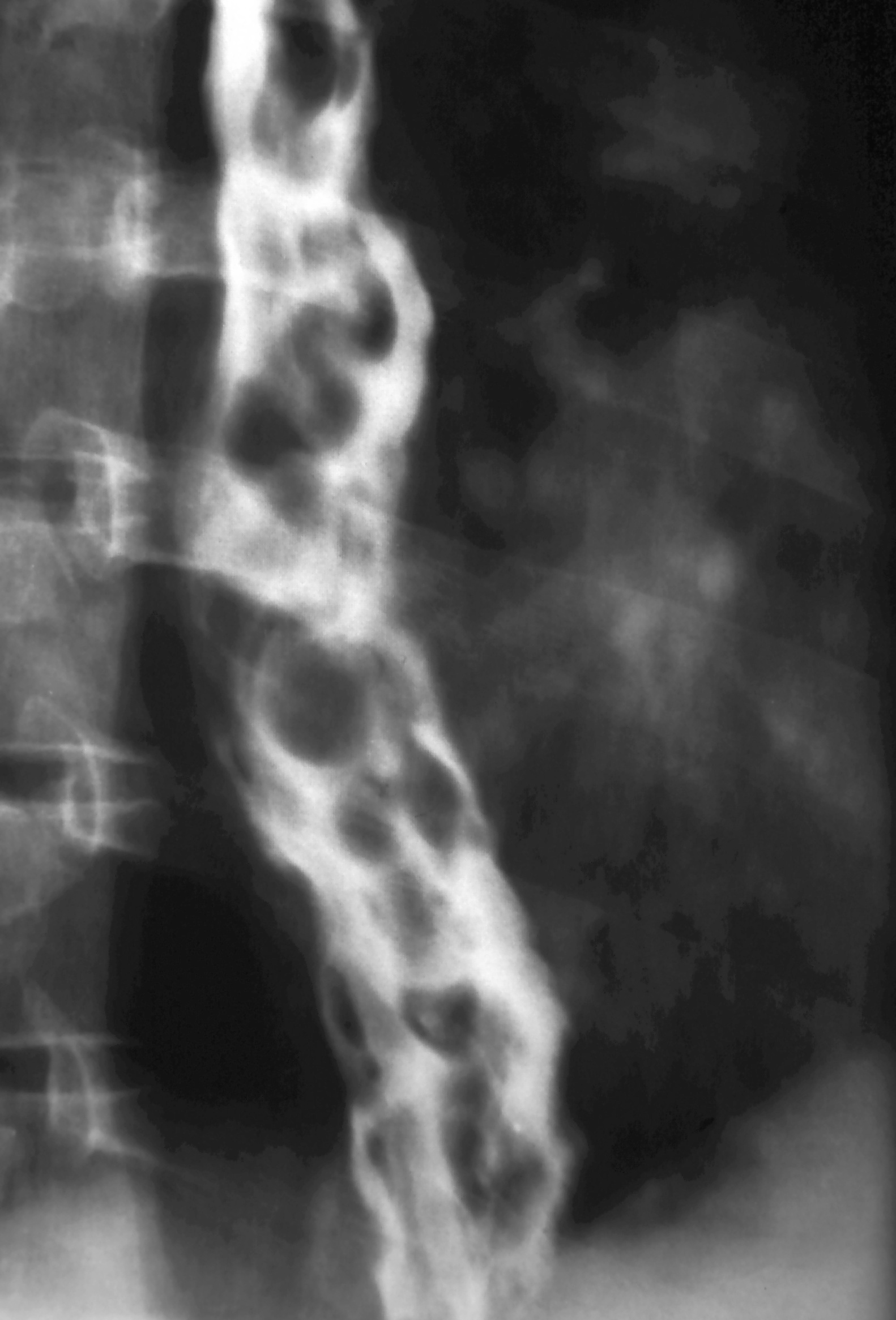

Esofagusvaricer är åderbråck eller varicer, i de ytliga blodkärlen i esofagus det vill säga matstrupen. Bråcken uppstår när blodet från bukorganen har svårt att rinna den vanliga vägen via levern tillbaka till hjärtat. Det försämrade blodflödet genom levern gör att en hel del blod kommer att rinna via blodkärlen i matstrupen, varpå dessa ytliga kärlen vidgas och blir sköra.

## Levercirros
Oftast uppstår esofagusvaricer som en komplikation vid levercirros, som i sin tur ofta beror på alkoholism - då ibland kallat alkoholcirros. Esofagusvaricer finns hos mer än hälften av alla cirrospatienter vid diagnostillfället. Hos patienter utan varicer vid diagnostillfället, är risken att utveckla varicer omkring 4-7 % per år. 

## Prognos
Risken att bråcket ska brista och börja blöda är direkt kopplat till dess storlek. Statistiskt sett är risken för en sådan blödning inom 2 år 7 % för små varicer, och 30 % för medelstora. Brustna esofagusvaricer, varixblödningar, är ett mycket allvarligt tillstånd.

## Mortalitet
Mortaliteten vid en varixblödning är ca 20 %. Dödsfallen sker vanligen på grund av efterföljande leversvikt, eller infektioner och inte på blödningen i sig, som kan vara långsam. En varixblödning behöver alltså inte nödvändigtvis handla om en akut livshotande störtblödning.